# Bobonaro
Pour la municipalité, voir Bobonaro (municipalité) et Bobonaro (poste administratif).
Bobonaro est un village du Timor oriental. Elle est l'ancienne capitale de la municipalité de Bobonaro. Aujourd'hui, c'est Maliana.
La population de suco de Bobonaro était de 1 532 habitants en 2010.